# Ninfa

Ruiny Ninfy w latach 20.

Ninfa – osada średniowieczna we Włoszech w pobliżu Cisterna di Latina i Sermoneta w Lacjum. Dzisiaj park krajobrazowy Monumento naturale Giardino di Ninfa (ustanowiony w 2000 r. na obszarze 106 ha).
Ninfa jest zaliczana do parków krajobrazowych w stylu osiemnastowiecznych ogrodów angielskich. Jak pisał twórca tego typu architektury ogrodowej Capability Brown, nie powinno w nim zabraknąć mądrze ukształtowanego krajobrazu z dodanymi ruinami i grotami, jeśli te wcześniej nie występowały na danym terenie. Powinny tam też się znaleźć odpowiednio wkomponowane jeziorka, strumyki oraz inne elementy, które wpływałyby na jego malowniczość a nawet swoistą romantyczność.
Większość z wymienianych przez Browna elementów już wcześniej znajdowało się na terenie średniowiecznej Ninfy: źródła, zbiornik wodny, szczególny mikroklimat, ruiny zamku Caetanich i osady średniowiecznej.
Jak ma to miejsce w tego typu parkach budowanych przez dziesięciolecia, w których sadzono różne gatunki roślin, przywożone ze wszystkich zakątków ziemi, naturalna równowaga i wzrost muszą być regulowane przez człowieka. Ogrodnicy i architekci ogrodowi z Ninfy zyskali m.in. uznanie redakcji Washington Post, która w jednym z artykułów z 1999 nazwała kompozycje włoskie ogrodem najpiękniejszym na świecie. Ogrodami w Ninfie opiekuje się Fondazione Roffredo Caetani. Park jest też wspomagany przez World Wildlife Fund, który zaliczył go do grona swoich oaz.

## Modernizacja parku
Park zawdzięcza swoją sugestywną strukturę, ze swoistą grą światłocieni, intuicji członków rodziny Caetanich. Pierwszym z wielkich budowniczych parku był na początku XX w. Gelasio Caetani. Po I wojnie światowej rozpoczął on dzieło wielkiej przebudowy zamku, który miał od tego czasu służyć za letnią rezydencję rodu.
W latach 30. XX wieku prace kontynuowała Margherita Chapin, żona księcia Roffredo. Ostatecznie prace ukończyła w latach 50. ostatnia spadkobierczyni Caetanich Lelia Caetani Howard. Przed swoją śmiercią w 1977 Lelia założyła fundację, która po dziś dzień opiekuje się parkiem i ruinami – Fondazione Roffredo Castani.

## Z historii Ninfy
W Ninfie Rolando Bandinelli został wybrany w 1159 papieżem, podczas swojej ucieczki przed szlachecką rodziną Colonna. Osada rozwinęła się pod panowaniem Caetanich, którzy uzyskali dobra feudalne od rodziny Annibaldi. Pod koniec XIV wieku osada podupadła. Została prawie całkowicie zrównana z ziemią i opuszczona w 1382.
Obecnie Ninfa jest ruiną średniowiecznej osady, która była zamieszkana w wiekach od VIII do XIV. W pobliżu jeziora zobaczyć można pozostałości murów, kościołów, wież i domostw.
Ostatnimi laty powstał projekt, którego twórcy chcą odtworzyć część dawnych Błot Pontyjskich, które obejmowały te tereny przed ich osuszeniem w czasach Benito Mussoliniego.